# Yerba mate

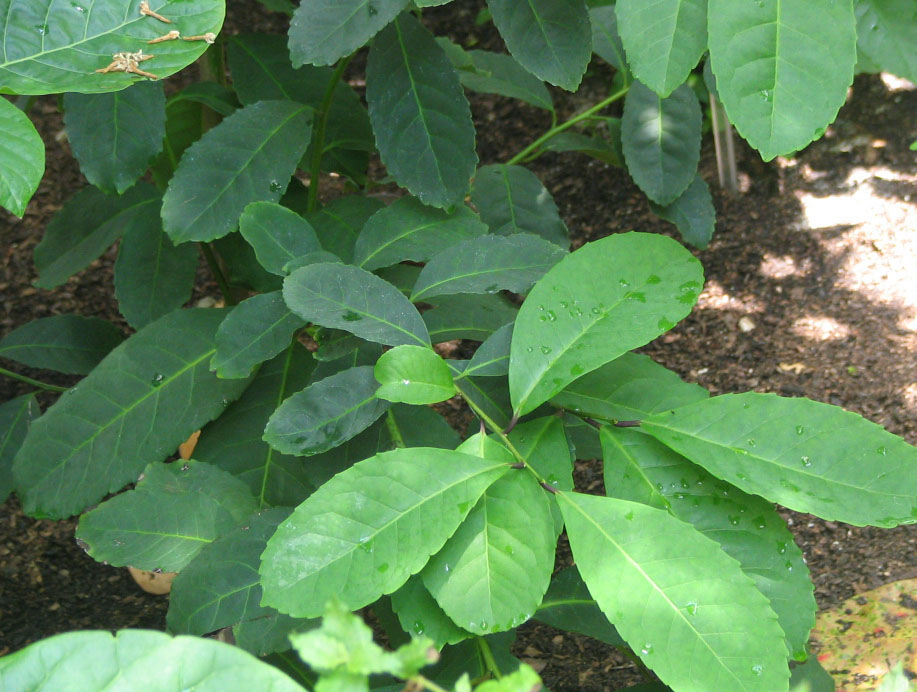
Liście Yerba mate (Ilex paraguariensis)

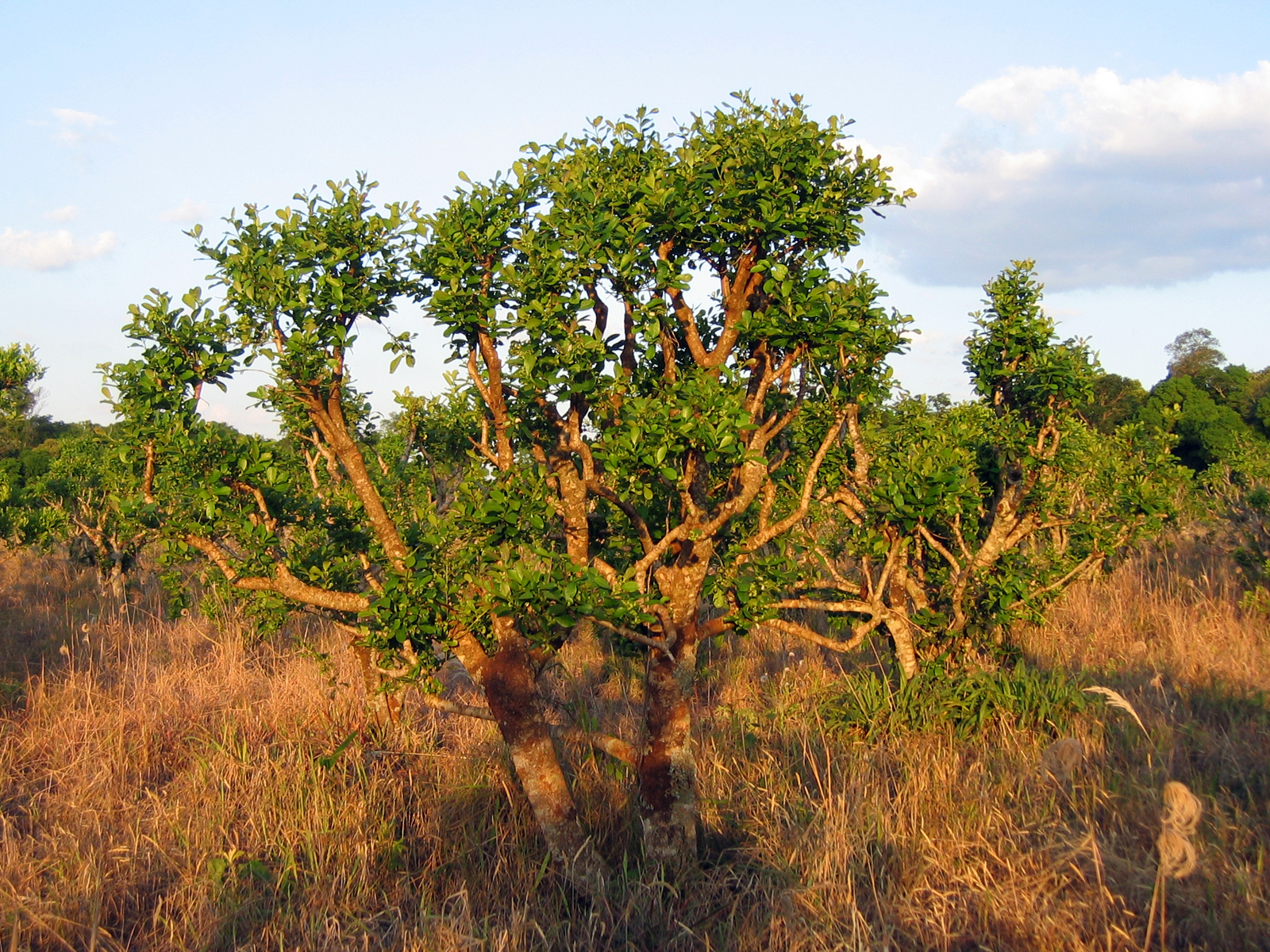
Dziko rosnący ostrokrzew paragwajski

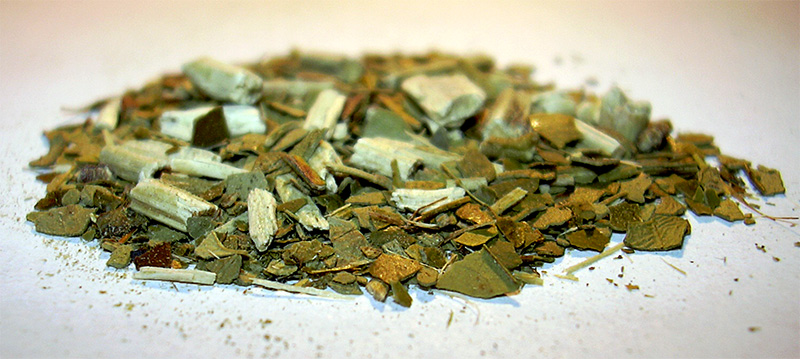
Zmielone liście i łodyżki

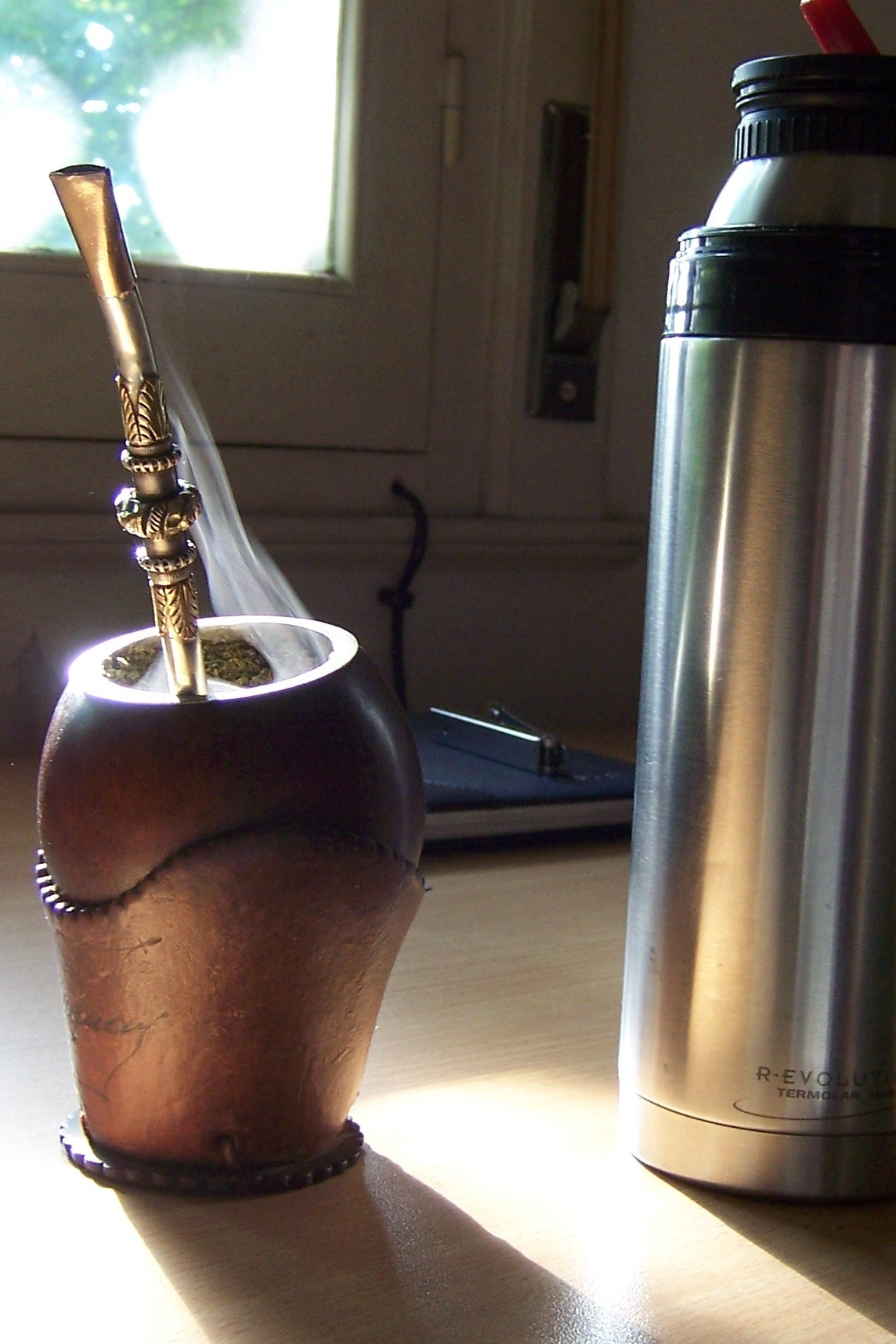
Tradycyjny zestaw do picia yerba mate: bombilla, mate (naczynie wykonane z tykwy) i termos

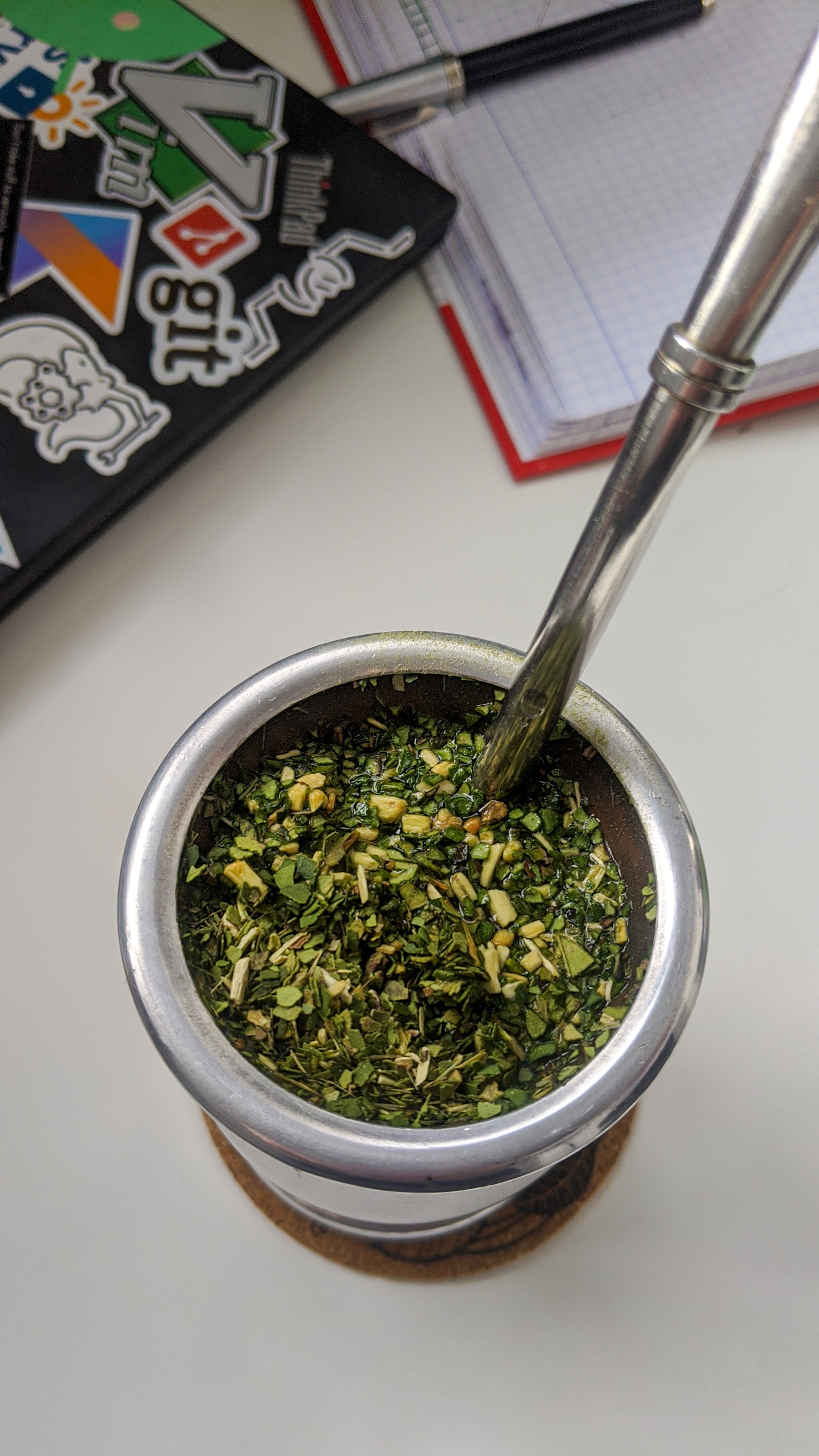
Yerba mate zaparzone w naczynku z Palo Santo

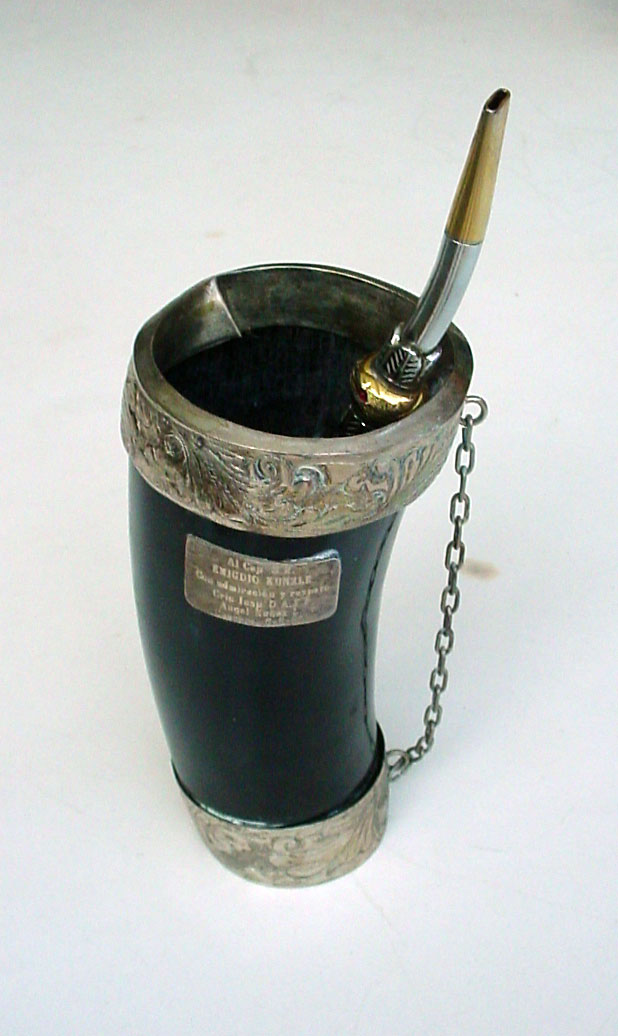
Guampa

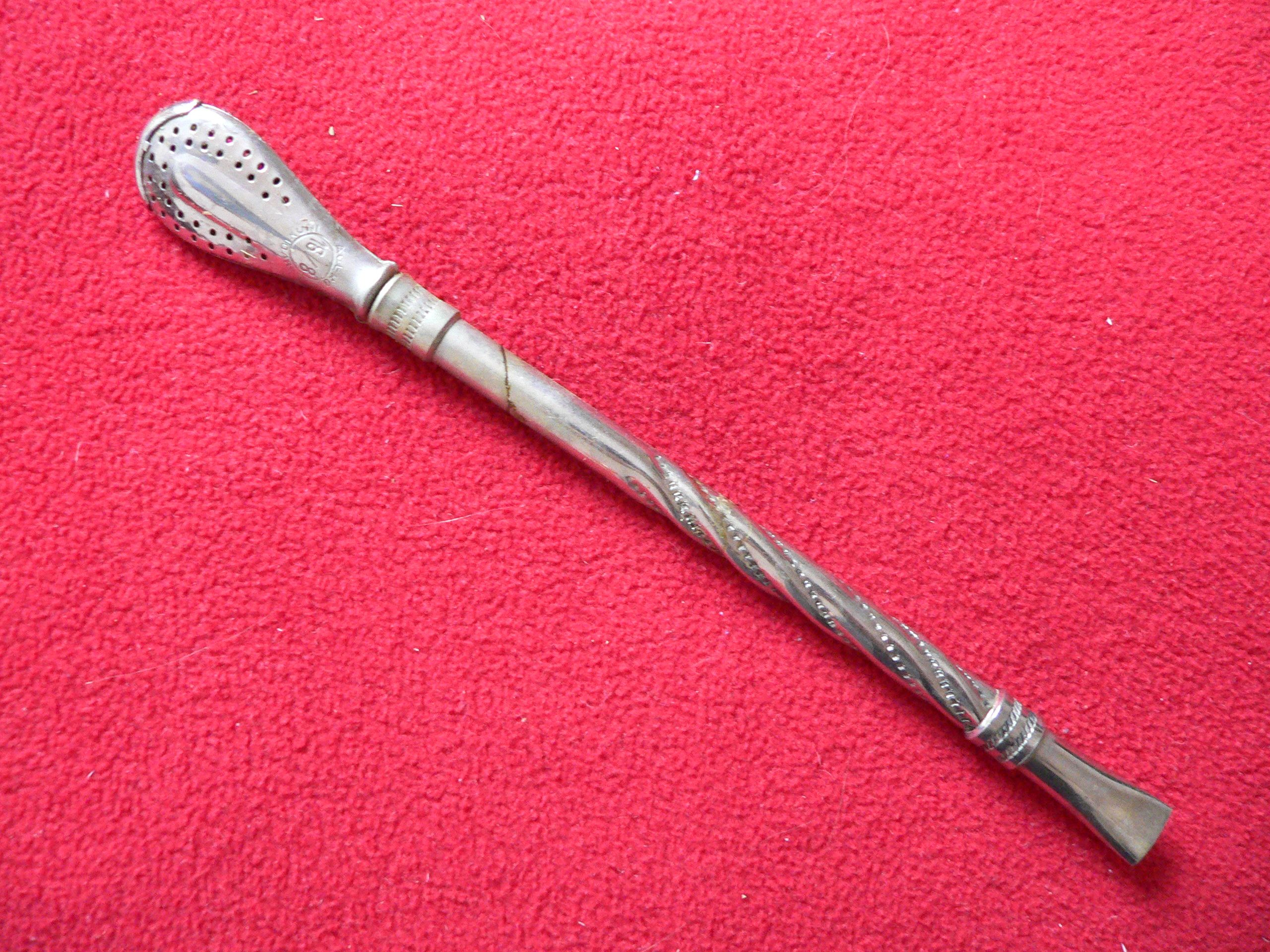
Bombilla ze srebra

Yerba mate, herba mate, mate, także znany jako chimarrão (ʃimaˈʁɐ̃w̃), erva mate, indiańskie caá mati, caá mate – wysuszone, zmielone liście oraz patyczki ostrokrzewu paragwajskiego, niekiedy również świeże, przygotowane do robienia naparu popularnego głównie w krajach Ameryki Południowej (Argentynie, Paragwaju, Urugwaju, Brazylii), a także w niektórych krajach Bliskiego Wschodu, głównie w Syrii i Libanie. Zyskuje popularność także w Europie.
Nazwa yerba mate, wymyślona najprawdopodobniej przez jezuitów, pochodzi od przekształconego łacińskiego słowa herba – ziele i mati, co w języku keczua oznacza tykwę, w której parzy się ziele. Indiańska nazwa naparu to caá.
Yerba mate zawiera ksantyny: kofeinę, teobrominę i teofilinę. Ich zawartość jest zmienna w zależności od pory roku w której dokonano zbiorów.

## Historia
Historia popularności napoju sięga połowy XVII wieku, kiedy to w zamieszkane przez plemię Guarani dorzecza Parany dotarli misjonarze jezuiccy. Odkryli oni, że ulubioną używką miejscowych były liście pewnego gatunku wiecznie zielonego krzewu nazwanego później ostrokrzewem paragwajskim. Ich żucie likwidowało zmęczenie, rozjaśniało umysł i łagodziło uczucie głodu. Napary z ziela doprawiane były niekiedy poprzez dodawanie słodkich liści stewii.
Jezuici doceniwszy zalety napoju przyrządzonego ze sproszkowanych liści i pędów, rozpropagowali go w Europie jako alternatywę sprowadzanej z Azji herbaty. Założone przez nich plantacje były głównym źródłem dochodu redukcji misyjnych aż do kasaty Zakonu w 1773 roku. Po tym wydarzeniu plantacje odeszły w niepamięć, aż do roku 1892, kiedy to pierwszą swoją hodowlę założył w Paragwaju Frederico Neumann. Ponownie rozpowszechnił on yerba mate tak, że stała się ona narodowym napojem Paragwaju, Argentyny, Urugwaju i Brazylii.
Legenda głosi, że Boginie Księżyca i Chmury przybyły zwiedzić Ziemię. Znalazły tam jaguara, który chciał je zaatakować. Zostały jednak uratowane przez starca, który w podzięce dostał nowy rodzaj rośliny, z którego może przygotować „napar przyjaźni”.
W Polsce yerba mate długo pozostawała mało znana, jednak sami Polacy mają swój wkład w produkcję i popularyzację tego napoju. W XIX wieku polscy emigranci dotarli do Argentyny i Brazylii, gdzie większość z nich zajęła się plantacją właśnie ostrokrzewu paragwajskiego. Równie interesująca jest historia tego, jak popularne w Ameryce Łacińskiej ziele, trafiło do Polski. Pierwsza próba sprowadzenia yerby została podjęta w roku 1882. Był to okres zaborów. Jako pierwszy, na import yerby zdecydował się Teofil Rudzki przy współpracy z Edmundem Saporskim, pionierem polskiego osadnictwa w Brazylii. Kiedy napój zaczął zdobywać zainteresowanie wśród kupców i klientów, okazało się, że zauważyli to również kupcy rosyjscy, którzy zaczęli postrzegać yerbę jako zagrożenie dla herbaty, którą sprowadzali z Chin. Uruchomili swoje kontakty, aby zablokować możliwości sprowadzania suszu, nakłoniwszy władze do nałożenia wysokiego cła na ostrokrzew paragwajski, co uczyniło jego import nieopłacalnym. Decyzja ta ostatecznie zniechęciła Rudzkiego do wprowadzenia na rynek yerby.
Początek lat 90. XX w. w Polsce to moment olbrzymich zmian, rozwoju, jak również powrotów do Polski emigrantów z całego świata, którzy do wolnej Polski chcieli przynieść myśl techniczną i produkty, dotąd w Polsce nieobecne. Dzięki temu w kraju pojawiła się też yerba mate. Zapoczątkował to Leopoldo Buderacky, który postanowił wrócić do ojczyzny z wieloletniej emigracji w Ameryce Południowej. Leopold przywiózł ze sobą do kraju również zwyczaj picia swego ulubionego napoju, a jego firma o nazwie Argentyna Limited, założona w 1990 roku, stała się pierwszym przedsiębiorstwem sprowadzającym do Polski yerba mate. Na początku skromnie importowano małe ilości egzotycznego towaru. W kraju, w którym do niedawna brakowało nawet podstawowych produktów, ciężko było przekonać ludzi do kupowania nieznanych ziół, więc droga do popularności biegła przez grono przyjaciół zataczając coraz szersze kręgi.

## Sposób przygotowania i podania
Yerba jest podawana w naczynkach zwanych matero oraz guampa dla tereré. Matero może być wykonane z tykwy, ceramiki lub z drewna – np. palo santo. Guampa jest naczyniem zrobionym z rogu bawolego lub częściej krowiej racicy.
Tradycyjne naczynia przeznaczone do spożywania yerba mate należy wpierw odpowiednio przygotować (tzw. curado):.
Curado naczynia z tykwy, mające na celu usunięcie resztek miąższu oraz jego zapachu:
- wykorzystanie fusów po yerba mate,
- przełożenie fusów do tykwy tak, by zajmowały one 3/4 jej objętości,
- zalanie naczynia wodą o temperaturze 75 °C,
- zostawienie na minimum 12 godzin lub na całą noc,
- wypłukanie fusów zimną wodą,
- wyskrobanie z wnętrza naczynia fusów oraz rozmiękłych dzięki namaczaniu resztek miąższu owocu tykwy, najlepiej za pomocą łyżeczki do herbaty (pozostawienie w tykwie miąższu wpływa negatywnie na smak naparu),
- wsypanie yerba mate do tykwy tak, by wypełnić 3/4 jej objętości,
- zalanie suszu wodą o temperaturze 75 °C i odstawienie na 24 h, dzięki czemu nasiąknie ono esencją Yerba Mate,
- zgodnie z indywidualnymi oczekiwaniami, nasączanie z użyciem świeżego suszu można powtarzać nawet 3 lub 4 razy – wówczas fusy należy zostawić w naczyniu na noc i opróżniać tykwę dopiero przed jej ponownym wypełnieniem świeżym suszem.

Misy oraz inne akcesoria wykonane z algarrobo oraz drewna cytrynowego, wystarczy zalać ciepłą wodą i odstawić na kilka godzin. Należy pamiętać o przetrzymywaniu naczyń w wilgotnych warunkach.
Curado naczynia z drewna Palo Santo, mające na celu impregnację drewna i zapobieganie pęknięciu pod wpływem wilgoci:
- wypłukanie naczynia wodą,
- odstawienie Palo Santo do całkowitego wyschnięcia,
- wysmarowanie wnętrza naczynia tłuszczem – w tym celu sprawdza się masło oraz oliwa,
- pozostawienie tłuszczu we wnętrzu Palo Santo na dwie doby,
- wypłukanie naczynia i przyrządzenie w nim napoju yerba mate.

Susz wsypuje się w ilości od 1/4 do 3/4 objętości naczynia, a następnie wykonuje się szereg czynności mających na celu odpowiednie ułożenie zmielonych liści i łodyżek. W tym celu naczynie przykrywa się dłonią i odwraca do góry dnem, a następnie parę razy potrząsa. Ma to na celu przesunięcie najdrobniejszych listków oraz pyłu w stronę dłoni tak aby nie zatkał sitka w bombilli (czyt. bombija, bombiji). Kolejnym krokiem jest delikatne odwrócenie matero w pozycję wyjściową tak, aby susz zgrupował się po jednej stronie naczynka, tworząc skos. Po odpowiednim przygotowaniu naczynia można umieścić w nim rurkę bombillę – służącą do picia, często posrebrzaną lub pozłacaną metalową rurkę (słomkę) zakończoną filtrem (sitkiem lub sprężynką). Niewskazane jest mieszanie yerba mate za pomocą bombilli. Następuje zalanie wodą. Musi być to koniecznie woda ostudzona (65–84 °C, optymalna temperatura zależna jest od marki mate, stosowna informacja najczęściej znajduje się na opakowaniu). Aby otrzymać ostudzony wrzątek należy odczekać po zagotowaniu wody 4–10 minut w zależności od materiału, z którego wykonany jest pojemnik na wodę (np. szybciej ostygnie woda w metalowym rondelku niż kamionkowym kubku). Dobrym pomysłem jest zakup termometru do wody oferowanego w wielu sklepach posiadających yerba mate w asortymencie. Pierwsze zalanie wykonuje się małą ilością wody – aby cały susz ją wchłonął. Po pewnym czasie wodę dolewa się do pełna. Napar można uzupełniać od kilku do nawet kilkunastu razy (zależnie od jakości suszu), dopóki nie straci swojej mocy i smaku (kiedy yerba jest zużyta po zalaniu listki nie pływają, lecz opadają na dno, na powierzchni zostaje jedynie kilka patyczków). Są różne sposoby przygotowywania yerby np. argentyński i urugwajski – różnią się rodzajem użytego naczynka i bombilli oraz sposobem jej wsadzania w susz.
Popularnym sposobem przyrządzania mate jest tereré – popularny w Paragwaju. Różnica polega na tym, że od drugiego zalania zalewany jest bardzo zimną wodą (do 5 °C), zamiast gorącej; podawany często z cytryną lub innym owocem cytrusowym oraz miętą; dobrze orzeźwia. Równie dobrą metodą przyrządzenia tereré jest zasypanie suszu kostkami lodu, które topiąc się wsiąkają w susz, oddając aromat i smak.
Szczególnie interesujące jest przyrządzanie brazylijskiej mate, nazywanej chimarrão. Yerba ma postać drobno zmielonego suszu, którego 70% stanowią liście, a 30% łodyżki. Brazylijczycy określają też napar jako erva mate. Podobnie jak w przypadku argentyńskiego, paragwajskiego czy urugwajskiego sposobu przyrządzania yerba mate, w pierwszej kolejności naczynie należy zapełnić suszem do 2/3 wysokości. Konieczne jest także zakrycie wlotu tykwy za pomocą płaskiej podstawki, a następnie przesypanie mate na jedną stronę. Warto pamiętać, że do momentu wlania wody naczynie powinno być przechylone pod kątem ok. 45 stopni w stronę, po której znajduje się susz. Często praktykowaną metodą jest umieszczenie tykwy w drucianym koszyku. Zgodnie z tradycyjnymi sposobami przyrządzania naparu, wodę należy wlewać w wolną przestrzeń tykwy. Dopuszcza się użycie zarówno wody zimnej lub ciepłej, której temperatura wynosić powinna 75 °C. W celu uzyskania najlepszych walorów smakowych yerba mate, należy poczekać aż w pełni się zaparzy, najczęściej od 3 do 5 minut.
Wkładanie bombilli w przypadku brazylijskiej mate wymaga większej uwagi. Napar ma postać zielonego miału roślinnego z patyczkami, szczególnie więc istotne jest odpowiednie ułożenie bombilli, aby zapobiegać jej zatkaniu. W tym celu najłatwiej jest włożyć susz w wolne miejsce – często zdarza się, niektóre osoby przekręcają naczynie, dzięki czemu przechyla się ono bok, a liście mate dotykają częściowo sitka. Wskazane jest, by przed przekręceniem naczynia zatkać jego ustnik oraz by dolna strona sitka skierowana były w stronę „górki” suszu. Następnie wystarczy dolać ciepłej wody. Idealna temperatura wody, którą należy wlać przed umieszczeniem bomby, to 75 °C.
Inna odmiana yerba mate zwana jest mate russo, od pijących ją na początku XX wieku przybyszów z Rosji do Brazylii, którzy dolewali do niej duże ilości soku, np. pomarańczowego.
Picie mate jest swoistym rytuałem. W Ameryce Południowej wita się nią nawet nieznanego przybysza. Yerba mate pite jest podczas spotkań rodzinnych lub w gronie przyjaciół. Jedna z osób podejmuje się serwowania (cebador), napełnia matero i przekazuje ją kolejnej osobie. Ta wypija cały napar i oddaje gospodarzowi, żeby uzupełnił naczynie i podał dalej.
Indiańska tradycja nakazuje „oddać” pierwsze zalanie św. Tomaszowi (susz wciąga wodę, co wygląda jakby niewidzialny osobnik wypił pierwsze zalanie), a zużytą yerbę wysypać na ziemię lub spalić – „zwrócić” Pachamamie (inkaska bogini, dosłownie „Matka Ziemia”).

## Wpływ na zdrowie
Yerba mate jest źródłem dużej ilości kofeiny.
Badania sfinansowane przez argentyński Narodowy Instytut Yerba Mate (INYM) dowodzą, że napar z yerba mate jest ważnym źródłem polifenoli (głównie kwasu chlorogenowego, którego zawiera przeciętnie 92mg na gram suszonych liści) które są substancjami o właściwościach przeciwutleniających (antyoksydanty), podobne wyniki przyniosły też polskie badania.
W 2008 r. opublikowano wyniki badania wpływu wodnych ekstraktów yerba mate na myszy, u których nie stwierdzono genotoksycznego wpływu yerba mate na wątrobę, nerki i pęcherz moczowy. Badanie wykazało, iż regularne przyjmowanie yerba mate poprawia odporność DNA na uszkodzenia wywołane nadtlenkiem wodoru oraz naprawę DNA po ekspozycji komórek wątroby na nadtlenek wodoru, niezależnie od dawki yerba mate.
Wykazano, iż yerba mate ma działanie obniżające poziom cholesterolu, ochronne wobec komórek wątroby, stymulujące ośrodkowy układ nerwowy, moczopędne i korzystne wobec układu krążenia. Stosowanie yerba mate sugeruje się w leczeniu otyłości. Yerba mate chroni DNA przed oksydacją i wywołaną in vitro lipoperoksydacją cząsteczek LDL oraz ma silne zdolności antyoksydacyjne. W badaniu na szczurach wykazano ochronny wpływ yerba mate przed otyłością indukowaną wysokotłuszczową dietą.
W badaniach przeprowadzanych w krajach o znacznie większej niż przeciętna konsumpcji napoju yerba mate przygotowywanego w tradycyjny sposób picie yerba mate zostało statystycznie powiązane ze zwiększoną zapadalnością na raka jamy ustnej, gardła, przełyku i pęcherza moczowego. Rozpoznano jednak również inne nałogi, takie jak palenie tytoniu i spożywanie alkoholu, które to nałogi są ściśle powiązane z kulturą tych regionów, jako czynniki mające znaczący wpływ na wyniki tych badań. Statystyczny związek spożycia yerba mate z podwyższonym ryzykiem raka płuc stwierdzono w badaniu na grupie urugwajskich mężczyzn, które wykazało zależność między wzrostem ryzyka zachorowania a dawką yerba mate z gruczolakorakiem płuc. Wiele z badań z Ameryki Południowej wykazało związek między wzrostem ryzyka zachorowania na nowotwory a ilością wypijanego napoju, między innymi udowodniono, że spożywanie więcej niż litr yerba mate dziennie może zwiększyć ryzyko nowotworów głowy i szyi od 3 do 5 razy. Badania te wykazały również, że picie mocnej, bardzo gorącej herbaty zwiększa ryzyko wystąpienia nowotworu ust, jak i fakt, że spożywanie gorących napojów – kawy, zielonej herbaty – również zwiększa to ryzyko od 2 do 4 razy. Należy zwrócić uwagę, że wiele z analizowanych populacji cechowało się jednoczesnym używaniem alkoholu i wyrobów tytoniowych, co komplikuje wpływ mate jako niezależnego czynnika ryzyka. W badaniach z Argentyny i Paragwaju wykazano związek między zwiększoną zapadalnością na raka przełyku u osób używających alkoholu, tytoniu i gorącej lub bardzo gorącej (ale nie zimnej) mate. Fakt ten może zostać wytłumaczony wpływem temperatury napoju na ułatwione wchłanianie czynników kancerogennych zawartych w dymie tytoniowym.
W badaniu wpływu wodnych roztworów yerba mate na komórki bakteryjne z 2000 r. wykazano efekt mutagenny i genotoksyczny określonych stężeń yerba mate wobec komórek bakteryjnych, a także wobec ludzkich limfocytów. Autorzy badania w konkluzji podkreślają, że duża ilość wypijanej yerba mate może być dodatkowym czynnikiem ryzyka jeżeli chodzi o nowotwory gardła środkowego i przełyku.
W związku z nowotworem pęcherza, badania naukowe przeprowadzone w Urugwaju wykazały występowanie związku mate z nowotworem pęcherza u osób palących i w pewnym stopniu także u osób niepalących, lecz mniej wyraźnego. W tych samych badaniach wykazano również, że osoby spożywające czarną herbatę i kawę miały zwiększone ryzyko nowotworu pęcherza. Badania epidemiologiczne przeprowadzone w Argentynie wykazały zwiększone ryzyko nowotworu pęcherza u pijących mate i palących, lecz nie u niepalących. Czy to zwiększone ryzyko jest spowodowane wyłącznie działaniem mate, tylko paleniem, czy kombinacją tych dwóch czynników, czy też zgoła innego czynnika, pozostaje niejasne. Powinno się także zwrócić uwagę, że badania wpływu mate na zwiększone ryzyko wystąpienia nowotworów uwzględniają osoby, które spożywają czarny tytoń i wino. De Stefani stwierdził (1988), że istnieje związek między zwiększonym ryzykiem nowotworów ust a osobami spożywającymi jednocześnie wino, mate i palącymi. Większe ryzyko zaobserwowano także u osób palących tytoń czarny niż u palących tytoń jasny. Znów nie jest jasne, który z tych czynników ma większy wpływ na zwiększenie ryzyka nowotworu. Z powodu tych dezorientujących czynników, mate nie musi być rakotwórcza sama w sobie, lecz z powodu wysokiej temperatury przy spożyciu może być przyczyną zwiększonego wchłaniania kancerogenów z dymu papierosowego oraz innych zanieczyszczeń ze środowiska będących kancerogenami lub promotorami raka.
W jednym z badań, którego wyniki opublikowano w 2008 r., wykazano, że w napoju yerba mate przyrządzanym w tradycyjny, południowoamerykański sposób i pitym w ilościach, które zwykle spożywa się w Ameryce Południowej, występuje dawka silnie rakotwórczych policyklicznych węglowodorów aromatycznych (PWA) porównywalna z dawką dostarczaną organizmowi przez osobę palącą paczkę papierosów dziennie. Tradycyjny sposób przyrządzania napoju wiąże się z zalewaniem wodą tej samej porcji liści kilkanaście razy i wypijaniem wszystkich otrzymanych porcji napoju. Nie wykazano, by okazjonalne wypicie filiżanki yerba mate przygotowanej z jednorazowo użytej porcji liści narażało konsumenta na większą ilość policyklicznych węglowodorów aromatycznych niż ilości znajdowane w produktach stosowanych w zwyczajnej diecie.
Badania wykazały powiązanie pomiędzy ilością spożytej yerba mate a zawartością policyklicznych węglowodorów aromatycznych w ludzkim ciele. Wiadomo jest, że PWA, w szczególności benzopireny, mają właściwości rakotwórcze; co najmniej 15 związków PWA zostało znalezionych w różnych odmianach yerba mate. Związki te zostały wyizolowane i zidentyfikowane za pomocą ekstrakcji sorpcyjnym mieszadełkiem magnetycznym (stir bar sorptive extraction – SBSE) oraz HPLC z detekcją fluorescencyjną (HPLC-FLD). Całkowita ilość PWA znalezionych w różnych próbkach brazylijskiej yerba mate wahała się między 600-2300 ng/l, przy czym najwięcej było naftalenu, acenaftenu i fenantrenu. Tabela 1 pokazuje związki PWA zidentyfikowane w yerba mate i ich średnią zawartość w próbkach yerba mate. Dla porównania, w badaniach przeprowadzonych na wielu odmianach kaw wykazano, że sumaryczna zawartość 19 PWA w kawie waha się pomiędzy 5,35 a 18,19 μg/kg, co daje średnio o jeden rząd wielkości więcej niż w yerba mate.
| Związek             | ng/l  |
| ------------------- | ----- |
| Acenaften           | 426,3 |
| Fenantren           | 347,5 |
| Naftalen            | 96,5  |
| Fluoranten          | 61,4  |
| Piren               | 59,1  |
| Antracen            | 50,9  |
| Fluoren             | 29,7  |
| Benzo(a)piren       | 12,2  |
| Benzo(b)fluoranten  | 11,4  |
| Chryzen             | 10,5  |
| Benzo(a)antracen    | 9,7   |
| Indeno(1,2,3)piren  | 9,5   |
| Benzo(g,h,i)perylen | 7,7   |
| Dibenz(a,h)antracen | 5,0   |
| Benzo(k)fluoranten  | 3,6   |

Narażenie na PWA poprzez dym tytoniowy oraz inne źródła może zwiększyć ryzyko raka kolczystokomórkowego przełyku (esophageal squamous cell carcinoma, ESCC). Fagundes przebadał 200 zdrowych konsumentów yerba mate, 100 mężczyzn i 100 kobiet, z czego połowę palących, drugą połowę niepalących, by określić zawartość glukuronidu 1-hydroksypirenu (1-OHPG), metabolitu PWA, którego obecność w moczu jest świadectwem ekspozycji na PWA. Badania te wykazały bezpośrednią, dodatnią korelację pomiędzy ilością spożywanej yerba mate a zawartością PWA w moczu.
| Spożycie Mate (ml/dzień) | 1-OHPG (pmol/ml) |
| ------------------------ | ---------------- |
| <100                     | 1,01             |
| >100                     | 1,97             |
| >500                     | 3,24             |
| >1000                    | 4,06             |

Jednakże poza zwiększonym spożyciem wyłącznie yerba mate, wyższe stężenie 1-OHPG może być również powiązane z kombinacją palenia tytoniu i picia yerba mate. Przy tej kombinacji stężenie 1-OHPG jest znacząco większe. W analizie diety populacji miasta Campinas w Brazylii i ich spożycia kawy i yerba mate, PWA wykryto we wszystkich przebadanych produktach, a ich poziom wahał się od 10,12 μg/kg dla kawy oraz 0,70 μg/kg dla yerba mate. Średnie dzienne spożycie yerba mate na jedną osobę w Brazylii wynosi ok. 70 g, co odpowiada spożyciu ok. 0,05 μg PWA.
Pomimo że nie dowiedziono powiązania spożywania ekstraktu yerba mate i powstawania nowotworów u szczurów, przyczyną zachorowań może być skażenie PWA (policyklicznymi węglowodorami aromatycznymi) yerba mate podczas jej obróbki, gdyż jest ona zazwyczaj suszona nad dymem z ogniska.
W badaniu z 2008 r. wykazano, że ekstrakt yerba mate przyspiesza angiogenezę. Zwiększona angiogeneza może sprzyjać rozwojowi nowotworów w organizmie, lecz także ma wpływ na gojenie się ran, regenerację endometrium u kobiet oraz reguluje metabolizm jonów.

## Wpływ na otyłość i kontrolę wagi
Otyłość staje się coraz większym problemem w wielu krajach, przez co przeprowadza się obecnie badania mające na celu powstrzymanie tej epidemii. W kwestii chudnięcia i kontroli wagi wykazano potencjalny efekt Mate, co poparły bieżące badania. Otyli mężczyźni i kobiety spożywający yerba mate wykazali obniżony współczynnik oddechowy (respiratory quotient, RQ), wskazując na zwiększenie poziomu utleniania tłuszczów. Ziołowy napar z yerba mate, guarany i damiany wykazał drastyczne spowolnienie opróżniania żołądka, jak i zmniejszenie czasu potrzebnego do osiągnięcia poczucia sytości. Po 45 dniach następowało znaczące obniżenie wagi u pacjentów z nadwagą. Yerba mate wykazała swój potencjał przy odchudzaniu i rozważa się jej użycie jako suplementu diety. Dodawanie składników takich, jak yerba mate, guarana i damiana do suplementów okazało się skuteczne w zmniejszaniu wagi.
W losowej, podwójnie ślepej próbie klinicznej z kontrolą placebo, yerba mate była podana w formie suplementu, który zawierał również zieloną herbatę, szparagi, czarną herbatę, guaranę i wyciąg z fasolki. Wyniki tych badań wykazały zmniejszenie tkanki tłuszczowej i zmianę w indeksie składu ciała. Stwierdzono, że wpływ na utratę wagi Mate zawdzięcza zawartości kofeiny, przyczyniającej się do aktywności lipolitycznej, bądź zawartości saponin, wpływających na metabolizm cholesterolu i opóźnienie wchłaniania tłuszczów spożywczych. Yerba mate może również wpływać na inne aspekty metabolizmu lipidów. Potrafi wstrzymać miażdżycę tętnic u królików karmionych dietą wysokotłuszczową i wodnym wyciągiem z yerba mate. Podawanie wyciągu z yerba mate szczurom karmionym dietą wysokocholesterolową skutkowało obniżeniem zawartości cholesterolu i triglicerydów. Mate okazała się mieć także potencjał jako pomoc w trawieniu ze względu na efekt cholesterolowy, zwiększając przepływ żółci. Jedno z badań wykazało również, że Mate potrafi rozluźnić naczynia łożysk tętniczych u szczurów. Tym samym może ona obniżyć ryzyko chorób serca, podobnie jak czerwone wino.

## Marki Yerba mate
Na rynku dostępnych jest wiele marek yerba mate, są to m.in.:
- Amanda – marka pochodząca z prowincji Misiones w Argentynie. Firma założona przez polskich imigrantów Szychowskich. Średniej mocy yerba, przeznaczona do codziennej konsumpcji.
- Aguantadora[38] – argentyńska yerba.
- Barão de Cotegipe
- Cachamate
- Campesino
- Canarias
- CBSe
- Colon
- Cruz de Malta – (CdM) – to naturalna, argentyńska yerba mate marki Cruz de Malta z gałązkami. Produkowana od 1874 r. według tej samej receptury. Rodzaj Despalada nie zawiera gałązek, lecz same listki, przez co ma mocniejsze działanie pobudzające. W smaku jest dość łagodna. Uważana jest za najmocniejszą w działaniu.
- FD
- Indega
- Kraus
- Kurupi – paragwajska marka produkująca yerba mate zawierającą liście oraz drobne łodygi ostrokrzewu paragwajskiego.
- La Hoja
- La Merced
- La Rubia Especial
- La Tranquera
- Laranjeiras
- Mate green – brazylijska, zielona, nieprzetworzona yerba mate. Składa się w 95% z zielonych listków górnej partii krzewów ilex paraguariensis i 5% drobnych łodyżek i jest suszona wyłącznie suchym powietrzem bez użycia dymu. Jest prawie pozbawiona pyłu. W smaku jest o wiele bardziej łagodna w porównaniu z klasycznymi gatunkami argentyńskimi i paragwajskimi.
- Meta Mate
- Nobleza Gaucha
- Pajarito
- Pipore
- Playadito
- Rei Verde
- Romance – argentyńska yerba mate z plantacji Gerula. Charakteryzuje się łagodnym smakiem, dobra dla osób nie przyzwyczajonych do ostrych smaków. Certyfikowana przez argentyńskie zrzeszenie plantatorów IRAM. Posiada wysoką zawartość witaminy B6, B1 oraz żelaza.
- Rosamonte
- Ruvicha
- Sara
- Selecta
- Tucangua
- Taragui
- Unión
- Yacuy[39]

Produkowana jest również mate cocido, czyli yerba w torebeczkach (podobnie jak herbata ekspresowa) bądź tzw. instant-rozpuszczalna.